# Werner Haas (pianista)
Werner Haas (Stuttgart, 3 de marzo de 1931 - Nancy, 11 de octubre de 1976) fue un pianista alemán conocido internacionalmente y premiado principalmente por sus interpretaciones de la música para piano de Claude Debussy y Maurice Ravel.

## Formación
Werner Haas creció en Stuttgart, en el barrio de Feuerbach. Su padre, Meinrad Haas (1901-1979), era arquitecto y, después de la Segunda Guerra Mundial, trabajó como profesor en la Escuela Profesional Steinbeis de Stuttgart. Era un buen pianista y le dio lecciones de piano a su hijo desde los cuatro años. Su madre Martha Haas de soltera Hägele (1905-1972) trabajó como cantante en Ingolstadt y más tarde en el Teatro de Pforzheim. La música jugó un papel formativo importante en la casa paterna de Werner Haas y su hermana mayor Isolde (1929-2013). El encuentro con el profesor de una escuela Waldorf sentó las bases de su posterior relación con Rudolf Steiner y la antroposofía. Después de asistir a la escuela primaria y al Leibniz-Gymnasium de Feuerbach, que dejó en la secundaria, Werner Haas estudió como el alumno más joven de 1947 a 1954 en la Universidad de Música de Stuttgart con Lili Kroeber-Asche y de 1954 a 1956 en la clase magistral de Walter Gieseking en el Conservatorio Estatal de Saarbrücken (entonces también: Conservatorio de Sarrebruck).
Werner Haas participó discretamente en el Concurso Internacional de Música ARD ( Asociación de Empresas Públicas de Radiodifusión de la República Federal de Alemania ) de los años 1953 y 1954. En 1953 llegó a la final, pero en 1954 fue eliminado en la primera ronda. 
En su debut en Stuttgart, en dos conciertos para jóvenes en la Casa de Gustav Siegle los días 16 y 17 de septiembre de 1955, Werner Haas interpretó el Concierto para piano n.º 1 en si menor, Op. 23 de Chaikovski, acompañado por la Filarmónica de Stuttgart bajo la dirección de Hans Hörner. Su primer gran recital de piano tuvo lugar el 1 de noviembre de 1955 también en la Casa de Gustav Siegle.  En 1958, después de un concierto para jóvenes pianistas ( Concert des jeunes ) en la Salle Pleyel de París, en el que Werner Haas interpretó obras de Debussy, el director de producción discográfica de Philips Francia, Igor B. Maslowski le firmó un contrato exclusivo que le permitió, entre otras cosas, grabar todas las obras para piano de Claude Debussy y Maurice Ravel. Siguió una carrera internacional en los centros musicales de Europa, que estuvo acompañada de reconocimiento, especialmente de la crítica extranjera. Una gira por Canadá ya no se pudo realizar debido al temprano fallecimiento del pianista.

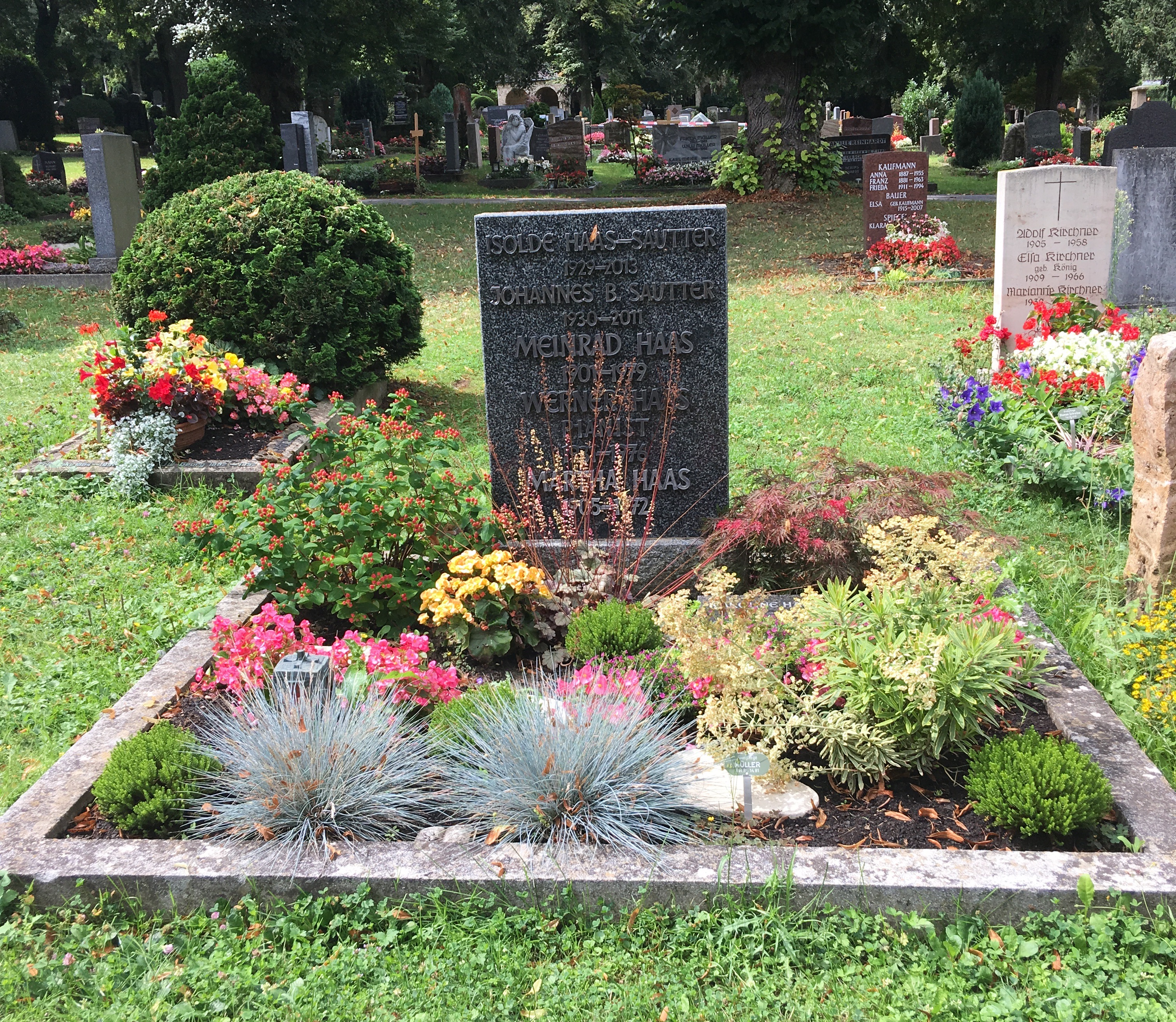
Tumba de Werner Haas y su familia en el cementerio de Stuttgart-Feuerbach (sección 7).

Al regresar de una serie de conciertos que comenzó el 4 de octubre de 1976 en Gotemburgo y finalizó el 9 de octubre en Caen, Werner Haas murió en un accidente automovilístico el 11 de octubre de 1976 en la ciudad de Lay-Saint-Remy, entre Foug y Toul y murió camino al Hospital Central ( Hôpital Central ) de Nancy.  Werner Haas fue enterrado el 21 de octubre de 1976 en el cementerio de Stuttgart-Feuerbach. 
Werner Haas era una persona modesta y equilibrada que, a pesar de sus éxitos y capacidades, no quería pasar a primer plano.  Era apreciado por su naturalidad, su carácter alegre y su humor. Se sintió comprometido con la antroposofía de Rudolf Steiner, estudió su obra y conoció a los antropósofos más conocidos de su ciudad natal.  El público de Stuttgart prestó poca atención a promover el desarrollo del joven pianista y más tarde su carrera no fue seguida con interés en su ciudad natal.

## Repertorio, estilo y apreciación
Werner Haas grabó numerosos discos para Philips, apareció en la radio y la televisión y se convirtió en un concertista de piano de éxito internacional. Algunos países, especialmente Francia, lo celebraron como el sucesor del genial Walter Gieseking (“ le Successeur de Gieseking ”) debido a sus matizadas interpretaciones de las obras de Claude Debussy y Maurice Ravel y lo consideraron, gracias a grabaciones como los dos ciclos de estudios op.10. y op.25 o los valses de Frédéric Chopin, como uno de los grandes pianistas alemanes de su generación. La apreciación en Alemania fue más dudosa. Aquí fue visto principalmente como un pianista especializado en el repertorio francés, americano y ruso de autores como Debussy, Ravel, Gershwin, Rajmáninov, Chaikovski, Prokófiev, Skriabin, Kabalevsky y Stravinsky, mientras que en los compositores que estaban en el repertorio de los pianistas alemanes de la generación de Werner Haas éste no jugó un papel importante. Se pasaba por alto que el repertorio de Werner Haas incluía también obras maestras de la música para piano alemana, como por ejemplo Bach, Mozart, Beethoven, Schubert y Schumann. Este dominio en la interpretación estilística de la música para piano de diferentes siglos, su extraordinario, natural y discreto virtuosismo,  que puso al servicio de la música sin espectacularidad, convirtieron a Werner Haas en una figura excepcional del pianismo alemán y europeo, reconocida en el extranjero pero no en casa. Sin embargo, Werner Haas no pasó a formar parte del canon de grandes pianistas de Alemania ni fue conocido en España o Italia. En el influyente libro Grandes pianistas de nuestro tiempo de Joachim Kaiser, publicado en 1965, Werner Haas no es mencionado en el último capítulo dedicado a los pianistas más jóvenes, a pesar de su victoria en el Grand Prix du Disque en 1961 y de las críticas universalmente positivas a sus grabaciones.
En noviembre de 1961, Werner Haas recibió el Grand Prix National du Disque 1962 de la Académie du disque français por la grabación completa de las obras para piano de Debussy, y en 1970 en Ámsterdam el Premio Edison por las obras completas de Ravel. Werner Haas fue uno de los primeros pianistas que interpretó las obras para piano y orquesta de George Gershwin en concierto en Alemania (en 1964). Hacia el final de su carrera también interpretó los conciertos para piano de Serguéi Rajmáninov.

## Documentos sonoros

### Grabaciones
- Debussy, todas las obras para piano,
- Ravel, todas las obras para piano.
- Chopin, Estudios, Valses
- Chaikovski, obras completas para piano y orquesta
- Gershwin, obras completas para piano y orquesta:
  - Concierto para piano en fa mayor
  - Rhapsody in blue
  - Rapsodia N.º 2
  - Variaciones / I Got Rhythm
- Toccatas de tres siglos

### Transferencias a CD

#### Transferencias de grabaciones en vinilo.
Se trata de las grabaciones publicadas por Philips, algunas de las cuales fueron publicadas bajo licencia de la propia Philips y otras a partir de iniciativas privadas.

#### Publicaciones de grabaciones de radio.
Grabaciones de composiciones de Chopin, Beethoven, Schumann, Mendelssohn, Brahms, Rachmaninov, Skriabin, Prokófiev, Kabalevsky y Stravinsky.